# Umspannwerk Borken
Das Umspannwerk Borken ist ein Umspannwerk im hessischen Borken südlich von Kassel. Es verfügt über die Spannungsebenen 380 kV (Höchstspannung) und 110 kV (Hochspannung). Über das Umspannwerk wird die elektrische Energie aus dem Höchstspannungsnetz, die ihren Ursprung vorzugsweise aus den Kraftwerken in Westfalen und Südhessen hat, in das regionale Hochspannungsnetz heruntertransformiert, wodurch große Teile Nordhessens mit Strom versorgt werden können.
Ursprünglich in den 1920er Jahren als Kraftwerksschaltanlage für das Kraftwerk Borken errichtet, wurde es zusammen mit diesem stetig erweitert und wies zeitweise auch die mittlerweile veralteten Spannungsebenen 220 kV und 60 kV auf. Seit 1975 besteht die Anlage in ihrer heutigen Form. Betreiber der Anlage war von Beginn an jahrzehntelang die PreussenElektra, die im Sommer 2000 mit dem Bayernwerk zur E.ON Energie fusionierte. Seit 2009 betreibt TenneT TSO, Tochtergesellschaft des niederländischen Stromnetzbetreibers TenneT, das Netz der E.ON Energie und damit auch das Umspannwerk Borken.
Heute bildet das Umspannwerk, auch nachdem das Kraftwerk Borken 1991 stillgelegt wurde, einen großen und wichtigen Knotenpunkt im deutschen Höchstspannungsnetz – aus allen vier Himmelsrichtungen führen 380-kV-Leitungen nach Borken. Das in den 1980er Jahren geplante, aber nicht gebaute Kernkraftwerk Borken hätte seine erzeugte Energie ebenso über das Umspannwerk abgegeben.

## Lage und Anbindung

### Geografische Lage
Das Umspannwerk befindet sich ca. 2,5 km nordwestlich der Borkener Kernstadt zwischen den Ortsteilen Arnsbach und Kleinenglis, bzw. etwa 30 km südwestlich von Kassel und 45 km nordöstlich von Marburg. Das ehemalige Kraftwerk Borken, das heute nur noch in Teilen erhalten ist, grenzte östlich an das Gelände des Umspannwerkes, getrennt von diesem durch die L 3150 (Kleinengliser Straße). In der näheren Umgebung befinden sich einige Seen, die aus ehemaligen Braunkohlegruben entstanden sind, das Borkener Seenland. Die Anlage selbst liegt in einem Überschwemmungsgebiet der Schwalm.

### Gleisanschluss
Zum Transport der Leistungstransformatoren besitzt das Umspannwerk, wie viele 380-kV-Umspannwerke in Deutschland, einen eigenen Gleisanschluss. Dieser ist eingleisig in Normalspur ausgeführt und zweigt südöstlich der Anlage aus südlicher Richtung vom ehemaligen Bahnanschluss des Kraftwerkes Borken ab, der wiederum einen Abzweig der Main-Weser-Bahn bildet. Im Jahr 1998 ging dieser Gleisanschluss mit seinen fünf Abzweigen, von denen einer zum Umspannwerk führt, in den Besitz der Stadtwerke Borken über und ist seit der Ansiedlung einiger Logistikfirmen auf dem ehemaligen Kraftwerksgelände weiterhin von großer Bedeutung.

## Geschichte
Die Entwicklung des Umspannwerks ist eng verbunden mit Borken als Standort eines Kohle-Großkraftwerks von 1923 bis 1991, dem Aufbau eines eigenen Höchstspannungsnetzes des Energieversorgers PreußenElektra und der Umstrukturierungen im Netz nach Abschaltung und Abriss des Kraftwerks. Im Laufe der letzten Jahrzehnte wurde die Anlage daher immer wieder erneuert und erweitert.

### Anfangsjahre

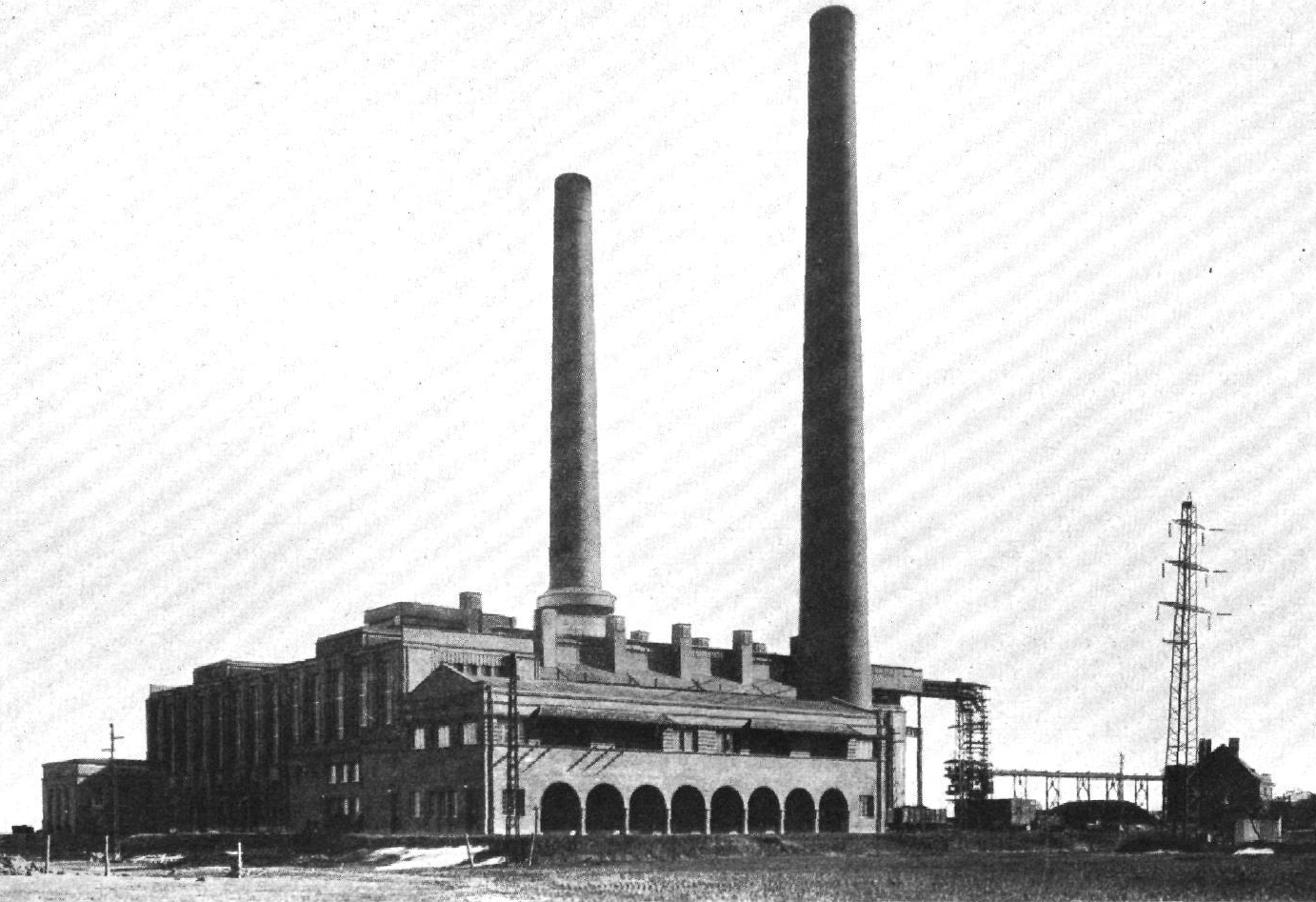
Kraftwerk Main-Weser mit 60-kV-Schaltanlage im Vordergrund, 1924

Mit der Gründung der Gewerkschaft Großkraftwerk Main-Weser (GGMW) im Jahr 1922 in Kassel begann der Bau des Großkraftwerks Main-Weser, das die im Borkener Revier geförderte Braunkohle zur Erzeugung von elektrischer Energie nutzen sollte. Nach etwa einem Jahr Bauzeit nahm am 1. Juli 1923 die erste Turbine den Probebetrieb auf. Zum Kraftwerk gehörte eine Schaltanlage, die als Innenraumanlage in einem Anbau westlich des Maschinenhauses ausgeführt war und den in den Turbinen erzeugten elektrischen Strom auf 60 kV Spannung transformierte.
Vom Kraftwerk ausgehend wurde ein Netz an 60-kV-Leitungen aufgebaut. Zunächst wurde das 1915 errichtete Kraftwerk Hemfurth am Edersee angebunden, um mit dem in Borken erzeugten Nachtstrom die dortigen Pumpen zu betreiben, ehe eine Verbindung über Kassel zum Kraftwerk Ahlem der Großkraftwerk Hannover AG realisiert wurde. Ein Vertrag zwischen GGMW und der Thüringer Elektrizitäts-Lieferungs-Gesellschaft (ThELG) aus dem Jahr 1924 regelte den Bezug von Leistungen vom Kraftwerk Main-Weser zum 1913 errichteten Kraftwerk Breitungen. Die 60-kV-Leitung von Borken nach Breitungen wurde 1925 fertiggestellt. Ebenfalls ab 1925 wurde die Energieversorgung der Gebiete südöstlich des Borkener Reviers in Angriff genommen. Über eine 60-kV-Leitung von Borken über Bad Hersfeld, Marbach bei Fulda, Schlüchtern-Elm zum Umspannwerk Dörnigheim war eine Verbindung zu dem Mainkraftwerken Mainkur, Kesselstadt und Großkrotzenburg hergestellt, die 1923 von der Preussische Kraftwerk Oberweser AG übernommen wurden.
Im Oktober 1927 legte der preußische Staat die Unternehmen GGMW, Preußische Kraftwerk Oberweser AG und Großkraftwerk Hannover AG zur Preußischen Elektrizitäts-Aktiengesellschaft (PreußenElektra, PREAG) mit Sitz in Berlin zusammen. Das 60-kV-Übertragungsnetz gehörte somit nun vollständig der PreussenElektra, die nun die Stromversorgung der Region zwischen Borken und Frankfurt am Main forcierte. Die Stadt Frankfurt hatte seit 1894 ein Inselnetz mit Einphasen-Wechselstrom betrieben; sie schloss sich 1926 dem Drehstromnetz der PreussenElektra an. Eine zweite Leitung sollte zwischen Borken und dem Frankfurter Raum gebaut werden und schließlich an das Umspannwerk Dörnigheim anschließen, womit das Übertragungsnetz südlich von Borken eine ringförmige Topologie aufweisen und somit sämtliche Gebiete im mittelhessischen Raum erschließen sollte. Dieses Vorhaben mündete in einem Konflikt mit dem RWE, das zur selben Zeit die Nord-Süd-Leitung zwischen dem Rheinischen Revier und den Wasserkraftwerken in den Alpen und dem Südschwarzwald baute. Sie sollte über das Umspannwerk Kelsterbach südwestlich von Frankfurt am Main die Main-Kraftwerke in Höchst in den Verbundbetrieb mit aufnehmen. Mit dem Zweiten Elektrofrieden wurden 1927 in einem Versorgungsvertrag die strittigen Konzessionsgebiete zwischen RWE und dem preußischen Staat, dem die PreussenElektra unterstand, abgesteckt.
Die zweite Leitung von Borken in den Frankfurter Raum wurde statt wie vorher mit 60 kV mit 110 kV Spannung dimensioniert und auch betrieben. Sie führte von Borken in südwestliche Richtung über Kirchhain nach Gießen, wechselte dort nach Südosten und schloss das 1929 fertiggestellte Kraftwerk Wölfersheim der Braunkohlen-Schwel-Kraftwerk Hessen-Frankfurt AG (HEFRAG), eine Tochterfirma der PreussenElektra, an. Von Wölfersheim führte eine 110-kV-Leitung an Oberursel vorbei zum Umspannwerk Kelsterbach des RWE sowie eine weitere 110-kV-Leitung östlich an Frankfurt vorbei zum Heizkraftwerk Frankfurt-West, während das 1928 nach Frankfurt eingemeindete Höchst und die unmittelbar südlich und westlich an Frankfurt angrenzenden Gebiete weiterhin durch das RWE bzw. die Tochterfirma Main-Kraftwerke versorgt wurden. Vom Kraftwerk Frankfurt-West gab es schließlich eine 110-kV-Leitung zum Umspannwerk Dörnigheim. Bei Inbetriebnahme der Ringleitung führte das Nichtbeachten des Drehfelds zum Rückwärtslaufen der Motoren im Frankfurter Raum.
Nach dreijähriger Bauzeit wurde 1931 das Pumpspeicherkraftwerk Waldeck am Edersee in Betrieb genommen, 1932 wurde das Kraftwerk Borken um ein weiteres Kesselhaus erweitert. Zur selben Zeit begann auch die PreussenElektra nach dem Vorbild des RWE mit dem Aufbau eines Höchstspannungsnetzes mit 220 kV Spannung, das als Ergänzung zum hauptsächlich in Westen und Südwesten verlaufenden RWE-Netz konzipiert wurde. Eine wichtige Leitung entstand entlang der Achse Hannover–Kassel, um die am Edersee und in Borken erzeugte Energie in das Umspannwerk Lehrte einzuspeisen, wo eine Ost-West-Achse vom Ruhrgebiet über Hannover weiter nach Braunschweig entstand, die ins mitteldeutsche Braunkohlenrevier weitergeführt werden sollte. Geplant war auch eine Fortsetzung der Leitung Lehrte–Borken zum Umspannwerk Kelsterbach des RWE, die jedoch nicht mehr realisiert wurde. Die Leitung nach Lehrte wurde 1929 mit einem 110-kV-Stromkreis in Betrieb genommen und 1931 auf 220 kV Spannung umgestellt.

### Nach dem Zweiten Weltkrieg
Mit der Aufteilung Deutschlands in vier Besatzungszonen nach 1945 und der Demontage von Kraftwerken und Leitungen durch die sowjetische Militärregierung ab 1946 waren Teile des deutschen 220-kV-Netzes als Reparationsleistung demontiert worden. Das vor allem in der Zeit des Nationalsozialismus als Reichssammelschiene realisierte Netz verband verschiedene Kraftwerke und Industriebetriebe in Mittel- und Süddeutschland sowie dem 1938 ans Reich angeschlossene Österreich mit einer mehr als 700 km langen Leitung, die nun unterbrochen war. Bei der Gründung der beiden deutschen Staaten im Jahr 1949 wies sie auf westlicher Seite in Bayern einen Abschnitt ohne Verbindung zum restlichen 220-kV-Netz auf, der im Umspannwerk Ludersheim bei Nürnberg begann und ins wiederhergestellte Österreich führte. Die DDR trennte derweil alle Leitungsverbindungen mit dem westdeutschen Netz. Im Jahr 1949 wurde daher eine neue 220-kV-Leitung von Ludersheim über Aschaffenburg nach Borken gebaut, um die 220-kV-Anlagen in Bayern und Österreich wieder mit dem westdeutschen 220-kV-Netz zu verbinden. In den 1950er Jahren wurde das 220-kV-Netz über eine einkreisige Verbindung vom Pumpspeicherwerk Waldeck nach Paderborn erweitert, um eine Kupplung mit den Vereinigten Elektrizitätswerken Westfalen (VEW) herzustellen. Das Kraftwerk Borken wurde nach dem Krieg aufgrund des steigenden Energieverbrauchs mehrfach erweitert.
Für die seit den 1950er Jahren im Aufbau befindliche Spannungsebene von 380 kV wurde in den Jahren 1974/75 westlich der L 3150 eine zusätzliche 380-/110-kV-Schaltanlage gebaut, die allerdings nicht für die Einspeisung der Energie aus dem Kraftwerk Borken, sondern als reiner Netzknotenpunkt konzipiert wurde. Aufgrund der bereits bestehenden Leitungstrassen und der geografischen Lage zwischen Ruhrgebiet, Rhein-Main-Gebiet und der Region Hannover/Braunschweig, die alle über nennenswerte Industrieanlagen verfügten, wurde Borken als Höchstspannungsknoten ausgewählt. Von Borken ausgehend entstanden somit Freileitungen  in alle vier Himmelsrichtungen: Nach Norden zum Umspannwerk Bergshausen bei Kassel und weiter zum Kernkraftwerk Würgassen, nach Westen über das Pumpspeicherwerk Waldeck, das Umspannwerk Twistetal und die Umspannwerke Nehden und Arpe Sauerland zum Kraftwerk Westfalen bei Hamm, nach Osten zum Umspannwerk Mecklar bei Bad Hersfeld und nach Süden zum Umspannwerk Gießen-Nord und weiter zum Kraftwerk Staudinger.

### Nach der Kraftwerksstilllegung
Zum 15. März 1991 wurde die Stromerzeugung im Kraftwerk Borken eingestellt. Im Laufe der Zeit wurden viele Anlagenteile demontiert, die Gebäude blieben allerdings erhalten. Das alte 220-/110-kV-Umspannwerk, das direkt ans Kraftwerk anschloss, wurde noch einige Zeit weiterbetrieben, ehe es am 17. Juni 1994 außer Betrieb genommen und im Jahr darauf abgerissen wurde. Die 110-kV-Leitung über Gießen und Wölfersheim nach Frankfurt wurde 1993 bis 1994 abgebaut, die beiden 220-kV-Leitungen nach Lehrte und zum Edersee wurden ebenso demontiert. Letztere wurde durch einen 380-kV-Abzweig der Leitung Twistetal–Borken ersetzt und weist noch zwei unbeseilte Masten beiderseits der Stockelache auf. Die ehemalige 220-kV-Leitung nach Aschaffenburg besteht im Anschnitt bis Lauterbach noch heute und trägt zwei 110-kV-Stromkreise.

## Betrieb

### Technischer Aufbau
Das Umspannwerk besitzt die Spannungsebenen 380 kV und 110 kV. Drei Leistungstransformatoren spannen dabei zwischen den beiden Ebenen um. Die größere 380-kV-Schaltanlage besitzt insgesamt 11 Schaltfelder (8 für abgehende Freileitungen, 3 für die Transformatoren) und drei Sammelschienen. Die flächenmäßig kleinere 110-kV-Schaltanlage verfügt über 19 Schaltfelder, von denen 14 zu abgehenden Freileitungen führen, und drei Sammelschienen. Außerdem befinden sich auf dem Gelände ein 100 m hoher Richtfunkturm und zwei Betriebsgebäude.
Im Rahmen der Installation einer STATCOM-Anlage wird die 380-kV-Schaltanlage bis Ende 2019 um einige Schaltfelder erweitert.

### Freileitungen
Derzeit sind folgende Freileitungstrassen ans Umspannwerk angeschlossen.
| Netzbetreiber | Spannung | Name der Trasse | Zielort/-station                                          | Himmels- richtung | Bemerkungen                                                             |
| ------------- | -------- | --------------- | --------------------------------------------------------- | ----------------- | ----------------------------------------------------------------------- |
| TenneT TSO    | 380 kV   | LH-11-3018      | Sandershausen                                             | West              |                                                                         |
| TenneT TSO    | 380 kV   | LH-11-3012      | Waldeck → Twistetal                                       | West              |                                                                         |
| TenneT TSO    | 380 kV   | LH-11-3002      | Gießen-Nord                                               | West              |                                                                         |
| TenneT TSO    | 380 kV   | LH-11-3009      | Mecklar                                                   | Ost               |                                                                         |
| Avacon        | 110 kV   | LH-11-1010      | Homberg (Efze) → Felsberg → Rengershausen → Sandershausen | West              |                                                                         |
| Avacon        | 110 kV   | LH-11-1013      | Bad Wildungen → Waldeck                                   | West              | wird zunächst als Erdkabel aus der Station geführt                      |
| Avacon        | 110 kV   | LH-11-1176      | Ottrau → Alsfeld → Lauterbach                             | West              | früher 220-kV-Leitung nach Lauterbach → Großkrotzenburg → Aschaffenburg |
| Avacon        | 110 kV   |                 | Treysa → Kirchhain                                        | West              | schwenkt auf 380-kV-Trasse nach Gießen-Nord, früher 220-kV-Leitung      |
| Avacon        | 110 kV   | LH-11-1175      | DB-Umformerwerk Borken                                    | Ost               |                                                                         |

Eine kurze Freileitungsstrecke verbindet auf dem Gelände selbst die 380-/110-kV-Transformatoren mit der 110-kV-Schaltanlage.

### Bahnstrom
Circa zwei Kilometer Luftlinie südöstlich des eigentlichen Umspannwerkes befindet sich ein Bahnstromumformerwerk mit angeschlossenem Unterwerk der DB Energie. Ersteres wird aus mittels einer 110-kV-Drehstrom-Freileitung (50 Hz), die in obiger Tabelle aufgeführt ist, aus der 110-kV-Schaltanlage des Umspannwerkes gespeist. Die Umwandlung in Bahnstrom (16,7 Hz) erfolgt auf 110-kV-Ebene mittels einer rotierenden elektrischen Maschine. Vom Unterwerk führen 110-kV-Bahnstromleitungen nach Bebra, Warburg und Fronhausen. Das Unterwerk selbst versorgt mittels Leistungstransformatoren auf 15-kV-Ebene den nördlichen Abschnitt der Main-Weser-Bahn.
Die Anlage ist ferner Standort der Bahnstrom-Schaltleitung für große Teile Hessens.